# Adeliinae
Pequenas vespas da família Braconidae, que são endoparasitóides (cenobiontes solitários) de larvas minadoras de folhas, principalmente de Lepidópteros da família Nepticulidae. Alguns autores sugerem o uso de algumas espécies como agentes de controle biológico contra lagartas minadoras de cafezais e pomares, mas não há ainda nenhuma espécie sendo efetivamente utilizada. 
Todas espécies de Adeliinae conhecidas medem entre 1-2 mm de comprimento. São diagnosticadas por apresentarem 20 segmentos antenais, pela venação das asas muito reduzida, e pela fusão dos tergos metasomais T1 a T3 em uma única placa "synterga". São vespas raramente coletadas, de forma que há poucos estudos e recursos, dificultando muito a diagnose de espécimes.
A família é representada pelos gêneros Adelius e Paradelius, onde apenas o segundo apresenta registros na região Neotropical. Alguns autores consideram mais outros dois gêneros: Sculptomyriolia e Sindelius.
A subfamília Adeliinae foi criada en 1918 por Henry Viereck de forma a comportar o gênero Adelius  (Haliday 1833, Viereck 1918); no entanto, a grafia deste gênero Adelius saiu digitada erradamente, que deveria ter sido Acaelius; para piorar a confusão de nomenclaturas, há trechos do artigo original de descrição com novo erro de grafia: Acoelius (Haliday 1834). 